# Среднее Бугаево (сельское поселение)
Среднее Бугаево — административно-территориальная единица (административная территория село с подчинённой ему территорией) и муниципальное образование (сельское поселение с полным официальным наименованием муниципальное образование сельского поселения «Среднее Бугаево») в составе муниципального района Усть-Цилемского в Республике Коми Российской Федерации.
Административный центр — село Среднее Бугаево.
Зимой оборудуется автомобильная дорога общего пользования местного значения «Правый берег р. Печора — с. Среднее Бугаево — д. Верхнее Бугаево» (зимник) общей протяженностью 8 км, в том числе ледовая переправа через реку Печора протяженностью 1,1 км; автозимник протяженностью 42 километра на участке Среднее Бугаево — Окунев Нос.

## История
В октябре 1894 года стараниями священника отца Димитрия Кожевина в деревне Средне-Бугаевской была открыта школа грамоты.
Деревянная однопристольная церковь Бугаевского прихода во имя святого пророка божия, была построена в 1896 году на средства пожертвования Санкт-Петербургским купцом.
Благодаря усилиям и настойчивости священника Ивана Михайлова в 1901 году для помещения Бугаевской школы был построен собственный деревянный дом, с помещением для учащихся. 24 февраля 1904 года Бугаевская школа грамоты была преобразована в церковно — приходскую.
После 1917 года, когда в России свершилась революция, церковные школы были упразднены и поэтому в этом же году из церковно- приходской, Бугаевская школа была преобразована в сельское училище Министерства народного просвещения.
Позже церковь в селе была ликвидирована, а вместо неё в здании открыли сельский клуб, позже — Дом культуры. В 2005 году он сгорел.
Статус и границы административной территории установлены Законом Республики Коми от 6 марта 2006 года № 13-РЗ «Об административно-территориальном устройстве Республики Коми». Статус и границы сельского поселения установлены Законом Республики Коми от 5 марта 2005 года № 11-РЗ «О территориальной организации местного самоуправления в Республике Коми».

В 2017 году в Усть-Цилемском районе, в.т.ч. в селе Среднее Бугаево был сильный паводок. Эвакуированная 68-летняя жительница села Любовь Поздеева в интервью сообщила:
Сколько лет живу такого паводка не припомню. Мужчины говорят, в реке Печоре давно не проводили дноуглубительные работы — вот река и разлилась. Есть версия, что из-за затяжной весны одновременно вышли из берегов две полноводные реки — Печора и Уса; прежде реки разливались поочередно.

## Население
| 2010 | 2011 | 2012 | 2013 | 2014 | 2015 | 2016 |
| ---- | ---- | ---- | ---- | ---- | ---- | ---- |
| 372  | ↘369 | ↘359 | ↘338 | ↘321 | ↘311 | ↘306 |
| 2017 | 2018 | 2019 | 2020 | 2021 |      |      |
| ↘299 | ↘280 | ↘266 | ↘256 | ↘193 |      |      |

## Состав
Состав административной территории и сельского поселения:
| № | Населённый пункт | Тип населённого пункта       | Население |
| - | ---------------- | ---------------------------- | --------- |
| 1 | Верхнее Бугаево  | деревня                      | 85        |
| 2 | Среднее Бугаево  | село, административный центр | 287       |

## Достопримечательности и важные объекты
Бугаевская школа

## Памятники истории регионального значения
- Братская могила 2 красноармейцев, расстрелянных белогвардейцами
- Дом, в котором родился и жил Герой Советского Союза Кисляков Василий Павлович
[21]

## Носители русской эпической традиции, сказители былин

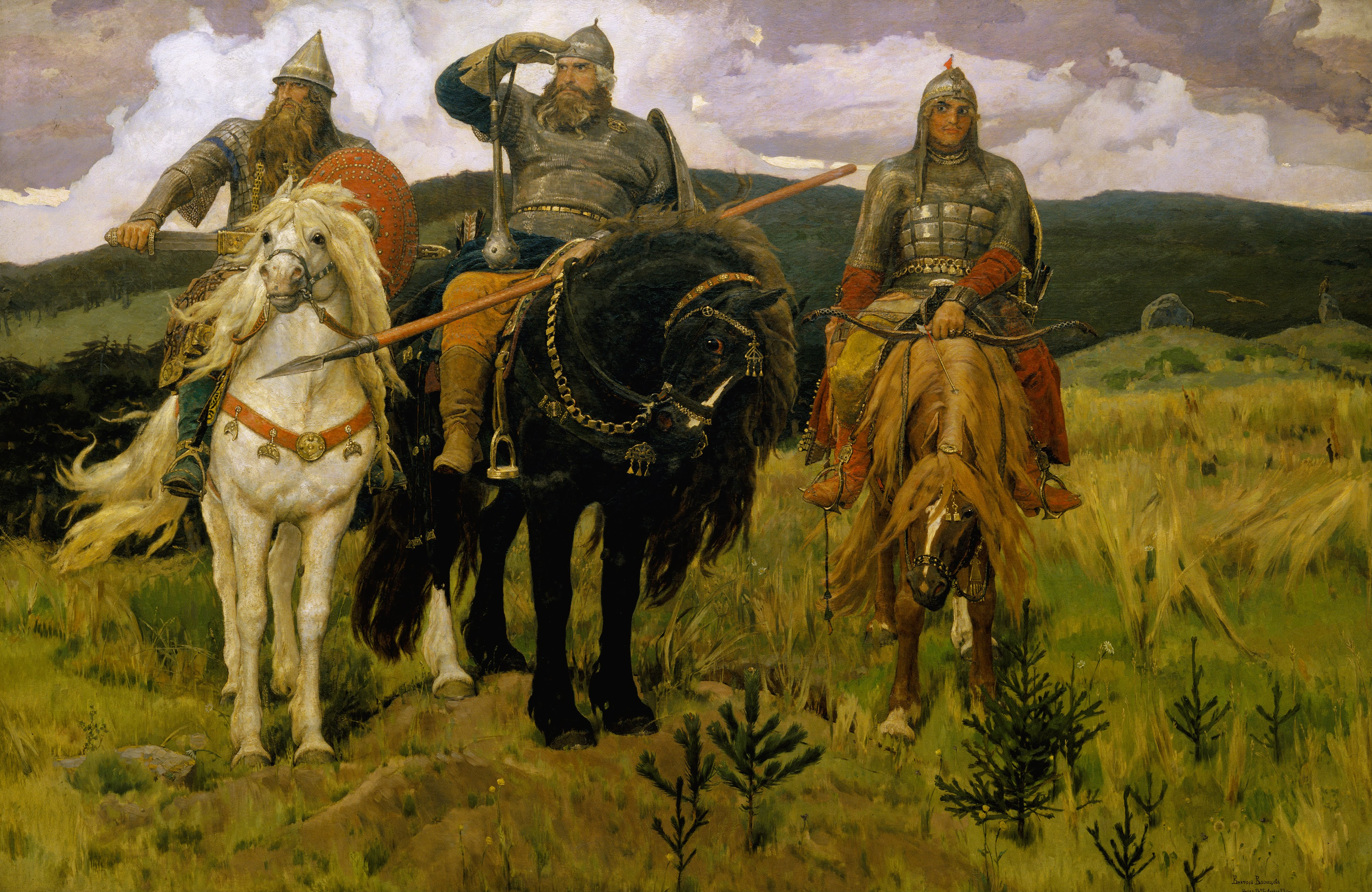
Герои русских былин Добрыня Никитич, Илья Муромец и Алёша Попович на картине «Богатыри» (1898) Виктора Васнецова

Былины в селе Среднее Бугаево и других сёлах Печёры были записаны российским фольклористом, этнографом Н. Е. Онучковым в 1901 году. В своём труде «Печорские былины», изданном в 1904 году он не только записал сами былины, но и подробно описал характеры, образ жизни самих сказителей и характер исполнения ими былин. В Замежном от Шимоловой Марии Кузьмовны была записана былина «Лука Данилович, змея и Настасья Салтановна»